# Minna Tiainen
Minna Tiainen (1992) è una giocatrice di football americano finlandese, che gioca come quarterback per le Helsinki Wolverines..

## Palmarès
- 4 Naisten Vaahteraliiga (2017, 2018, 2019, 2020)